# Eugène Sevaistre
Pour les articles homonymes, voir Sevaistre.
Eugène Sevaistre, né à Elbeuf le 31 décembre 1817 et mort à Quévreville-la-Poterie le 26 janvier 1897, est un photographe français spécialisé en stéréoscopie, actif en Espagne et en Sicile.

## Biographie
Eugène Sevaistre est actif en Espagne et en Italie. Il réalise une série d'environ 400 stéréoscopies de l'Espagne en 1857, puis se rend en Italie sans laisser aucune trace d'auteur des images, publiées anonymement dans les catalogues des frères Gaudin.
Il s'installe en Sicile dans la ville de Palerme à partir d'au moins 1858, où il gagne sa vie en créant et en vendant des cartes postales stéréoscopiques de la Sicile.
Sevaistre est l'auteur des clichés réalisés à Palerme entre fin mai et début juin 1860, lorsque Palerme s'insurge contre les Bourbons et accueille avec enthousiasme Giuseppe Garibaldi qui, avec ses Mille et les « picciotti » de la province de Trapani et Palerme, avait atteint la capitale de l'île.

## Galerie

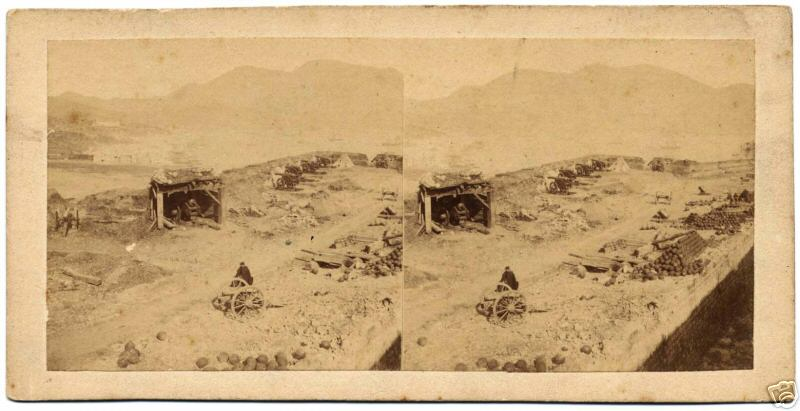
Batteria Santa Ostia, lors du bombardement et de la prise de Gaète, 1860.
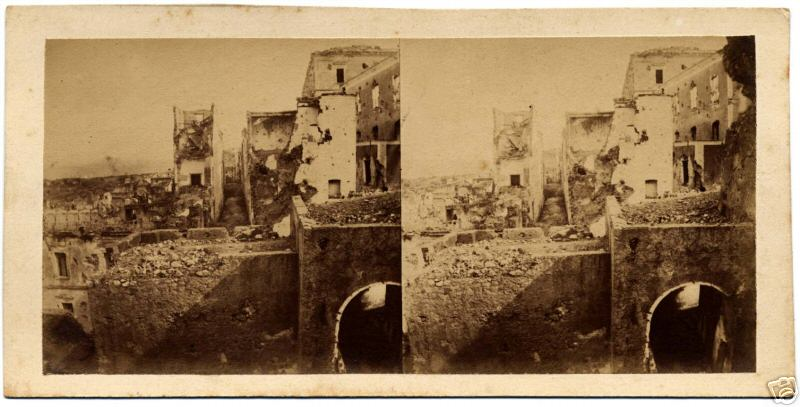
Rue de Gaète détruite, 1860.
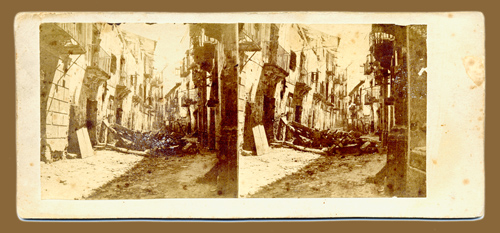
Bombardement et barricade dans la Correria Vecchia de Palerme, 2 juin 1860.
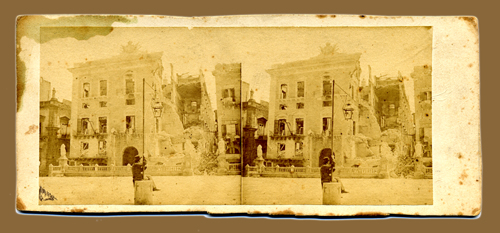
Le Palazzo Carini détruit à Palerme, juin 1860.
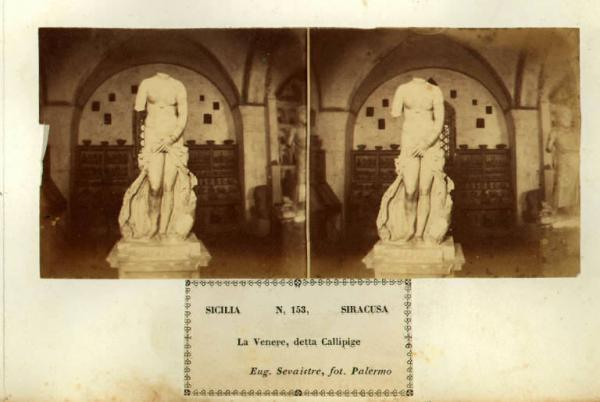
La Vénus Landolina au musée Paolo-Orsi de Syracuse, vers 1860.